# Liste der Stolpersteine in Gardelegen
Die Liste der Stolpersteine in Gardelegen enthält alle Stolpersteine, die im Rahmen des gleichnamigen Kunst-Projekts von Gunter Demnig in Gardelegen verlegt wurden. Mit ihnen soll Opfern des Nationalsozialismus gedacht werden, die in Gardelegen lebten und wirkten. Zwischen 2014 und 2022 wurden insgesamt 46 Steine an 15 Adressen verlegt. Im Jahr 2024 kamen vier weitere Steine vor einem ehemaligen Pfarrhaus dazu. Sie erinnern an niederländische KZ-Häftlinge, die dem Massaker in der Feldscheune Isenschnibbe entgingen und vom Pfarrer Friedrich Franz auf dem Dachboden über seinem Schweinestall versteckt wurden. Es waren die ersten Stolpersteine in Gardelegen für nichtjüdische NS-Opfer.

## Verlegungen
- 24. Oktober 2014: acht Steine an vier Adressen
- 28. Juni 2015: 16 Steine an drei Adressen
- 18. November 2016: neun Steine an vier Adressen
- 12. Juni 2018: acht Steine an zwei Adressen
- 24. Mai 2022: fünf Steine an zwei Adressen
- 4. März 2024: vier Steine an einer Adresse

## Liste der Stolpersteine
| Adresse                        | Datum der Verlegung | Person | Inschrift | Bild                                                                | Bild des Hauses                                                                                                  |
| ------------------------------ | ------------------- | --- | --- | ------------------------------------------------------------------- | --- |
| Bahnhofstraße 87 ·             | 24. Okt. 2014       | Leo Lippstädt (1877–1944) Leo Lippstädt stammte aus Czarnikau und wohnte später in Gardelegen und Berlin. Am 7. September 1942 wurde er zunächst ins Ghetto Theresienstadt und am 16. Mai 1944 weiter nach Auschwitz deportiert, wo er den Tod fand. | Hier wohnte LEO LIPPSTÄDT Jg. 1877 deportiert 1942 Theresienstadt 1944 Auschwitz ermordet                                                                           | Stolperstein Gardelegen Bahnhofstraße 87 Leo Lippstädt              | Stolpersteinlage Gardelegen Bahnhofstraße 87 · Stolpersteine Gardelegen Bahnhofstraße 87                         |
| Bahnhofstraße 87 ·             | 24. Okt. 2014       | Julie Lippstädt geb. Kychenthal (1895–1944) Julie Lippstädt wurde in Schwerin geboren und wohnte später in Gardelegen und Berlin. Am 7. September 1942 wurde sie zunächst ins Ghetto Theresienstadt und am 16. Mai 1944 weiter nach Auschwitz deportiert, wo sie den Tod fand. | Hier wohnte JULIE LIPPSTÄDT geb. Kychenthal Jg. 1895 deportiert 1942 Theresienstadt 1944 Auschwitz ermordet                                                         | Stolperstein Gardelegen Bahnhofstraße 87 Julie Lippstädt            | Stolpersteinlage Gardelegen Bahnhofstraße 87 · Stolpersteine Gardelegen Bahnhofstraße 87                         |
| Bahnhofstraße 87 ·             | 24. Okt. 2014       | Joachim Lippstädt (1923–1942) Joachim Lippstädt wurde in Gardelegen geboren. Von Berlin aus wurde er am 29. November 1942 nach Auschwitz deportiert, wo er den Tod fand. | Hier wohnte JOACHIM LIPPSTÄDT Jg. 1923 deportiert 1942 ermordet in Auschwitz                                                                                        | Stolperstein Gardelegen Bahnhofstraße 87 Joachim Lippstädt          | Stolpersteinlage Gardelegen Bahnhofstraße 87 · Stolpersteine Gardelegen Bahnhofstraße 87                         |
| Ernst-Thälmann-Straße 5 ·      | 18. Nov. 2016       | Albert Klein (1870–1943) | Hier wohnte ALBERT KLEIN Jg. 1870 deportiert 1942 Theresienstadt ermordet 2.6.1943                                                                                  | Stolperstein Gardelegen Ernst-Thälmann-Straße 5 Albert Klein        | Stolpersteinlage Gardelegen Ernst-Thälmann-Straße 5 · Stolpersteine Gardelegen Ernst-Thälmann-Straße 5           |
| Ernst-Thälmann-Straße 5 ·      | 18. Nov. 2016       | Bertha Klein (1873–1943) | Hier wohnte BERTHA KLEIN geb. Hammerstein Jg. 1873 deportiert 1942 Theresienstadt ermordet 8.4.1943                                                                 | Stolperstein Gardelegen Ernst-Thälmann-Straße 5 Bertha Klein        | Stolpersteinlage Gardelegen Ernst-Thälmann-Straße 5 · Stolpersteine Gardelegen Ernst-Thälmann-Straße 5           |
| Ernst-Thälmann-Straße 5 ·      | 18. Nov. 2016       | Lea Klein (1901–1942) | Hier wohnte LEA KLEIN Jg. 1901 deportiert 1942 Riga ermordet 18.8.1942                                                                                              | Stolperstein Gardelegen Ernst-Thälmann-Straße 5 Lea Klein           | Stolpersteinlage Gardelegen Ernst-Thälmann-Straße 5 · Stolpersteine Gardelegen Ernst-Thälmann-Straße 5           |
| Ernst-Thälmann-Straße 7 ·      | 18. Nov. 2016       | David Holz (1886–1942) | Hier wohnte DAVID HOLZ Jg. 1886 gedemütigt / entrechtet ermordet | Stolperstein Gardelegen Ernst-Thälmann-Straße 7 David Holz          | Stolpersteinlage Gardelegen Ernst-Thälmann-Straße 7 · Stolpersteine Gardelegen Ernst-Thälmann-Straße 7           |
| Ernst-Thälmann-Straße 7 ·      | 18. Nov. 2016       | Gerda Holz (1920–?) | Hier wohnte GERDA HOLZ Jg. 1920 deportiert 1943 ermordet in Auschwitz                                                                                               | Stolperstein Gardelegen Ernst-Thälmann-Straße 7 Gerda Holz          | Stolpersteinlage Gardelegen Ernst-Thälmann-Straße 7 · Stolpersteine Gardelegen Ernst-Thälmann-Straße 7           |
| Ernst-Thälmann-Straße 7 ·      | 18. Nov. 2016       | Grete Holz (1896–1942) | Hier wohnte GRETE HOLZ geb. Zwillenberg Jg. 1896 gedemütigt / entrechtet ermordet                                                                                   | Stolperstein Gardelegen Ernst-Thälmann-Straße 7 Grete Holz          | Stolpersteinlage Gardelegen Ernst-Thälmann-Straße 7 · Stolpersteine Gardelegen Ernst-Thälmann-Straße 7           |
| Ernst-Thälmann-Straße 36 ·     | 24. Okt. 2014       | Karl Siegbert Marcus (1900–1941) Karl Marcus stammte aus Gardelegen und wohnte später in Nürnberg. Von dort aus wurde er am 29. November 1941 ins Lager Jungfernhof, einem Außenlager des Ghetto Riga, deportiert, wo er den Tod fand. | Hier wohnte KARL MARCUS Jg. 1900 deportiert 1941 Riga-Jungfernhof ermordet                                                                                          | Stolperstein Gardelegen Ernst-Thälmann-Straße 36 Karl Marcus        | Stolpersteinlage Gardelegen Ernst-Thälmann-Straße 36 · Stolpersteine Gardelegen Ernst-Thälmann-Straße 36         |
| Ernst-Thälmann-Straße 36 ·     | 18. Nov. 2016       | Louis Marcus (1867–1939) | Hier wohnte LOUIS MARCUS Jg. 1867 gedemütigt / entrechtet tot 11.1.1939                                                                                             | Stolperstein Gardelegen Ernst-Thälmann-Straße 36 Louis Marcus       | Stolpersteinlage Gardelegen Ernst-Thälmann-Straße 36 · Stolpersteine Gardelegen Ernst-Thälmann-Straße 36         |
| Hopfenstraße 18–20 ·           | 24. Okt. 2014       | Elly Cohn (1873–1942) Elly Cohn sollte 1942 nach Theresienstadt deportiert werden. Dem entzog sie sich durch Suizid. | Hier wohnte ELLY COHN Jg. 1873 vor Deportation Flucht in den Tod 2.12.1942                                                                                          | Stolperstein Gardelegen Hopfenstraße 18–20 Elly Cohn                | Stolpersteinlage Gardelegen Hopfenstraße 18–20                                                                   |
| Hopfenstraße/Bahnhofstraße ·   | 12. Juni 2018       | Julius Hesse (1862–1943) Julius Hesse war Inhaber einer Hopfenhandlung. Er und seine Frau Zerlina wurden 1942 ins Ghetto Theresienstadt deportiert, wo Julius Hesse am 13. Januar 1943 ermordet wurde. | Hier wohnte JULIUS HESSE Jg. 1862 deportiert 1942 Theresienstadt ermordet 13.1.1943                                                                                 | Stolperstein Gardelegen Hopfenstraße-Bahnhofstraße Julius Hesse     | Stolpersteinlage Gardelegen Hopfenstraße-Bahnhofstraße · Stolpersteine Gardelegen Hopfenstraße-Bahnhofstraße     |
| Hopfenstraße/Bahnhofstraße ·   | 12. Juni 2018       | Robert Hesse (1895–?) Robert Hesse war der Sohn von Julius und Zerlina Hesse. 1938 wurde er im KZ Buchenwald interniert. 1939 floh er nach Kuba, wo ihm aber die Einreise verweigert wurde. 1940 wurde er zunächst in England und später in Kanada interniert und am 16. April 1943 entlassen. | Hier wohnte ROBERT HESSE Jg. 1895 ‘Schutzhaft’ 1938 Flucht 1939 Kuba MS St. Louis Einreise verweigert 1940 inhaftiert England interniert Kanada entlassen 16.4.1943 | Stolperstein Gardelegen Hopfenstraße-Bahnhofstraße Robert Hesse     | Stolpersteinlage Gardelegen Hopfenstraße-Bahnhofstraße · Stolpersteine Gardelegen Hopfenstraße-Bahnhofstraße     |
| Hopfenstraße/Bahnhofstraße ·   | 12. Juni 2018       | Zerlina Hesse geb. Rosenfeld (1873–1943) Zerlina Hesse wurde mit ihrem Mann Julius 1942 ins Ghetto Theresienstadt deportiert, wo sie am 26. Februar 1943 ermordet wurde. | Hier wohnte ZERLINA HESSE geb. Rosenfeld Jg. 1873 deportiert 1942 Theresienstadt ermordet 26.2.1943                                                                 | Stolperstein Gardelegen Hopfenstraße-Bahnhofstraße Zerlina Hesse    | Stolpersteinlage Gardelegen Hopfenstraße-Bahnhofstraße · Stolpersteine Gardelegen Hopfenstraße-Bahnhofstraße     |
| Hopfenstraße/Bahnhofstraße ·   | 12. Juni 2018       | Lina Rieß (1882–1942) Lina Rieß arbeitete als Musikerin und Klavierlehrerin. Am Tag vor ihrer geplanten Deportation beging sie am 12. April 1942 Suizid. | Hier wohnte LINA RIESS Jg. 1882 gedemütigt/entrechtet Flucht in den Tod 12.4.1942                                                                                   | Stolperstein Gardelegen Hopfenstraße-Bahnhofstraße Lina Riess       | Stolpersteinlage Gardelegen Hopfenstraße-Bahnhofstraße · Stolpersteine Gardelegen Hopfenstraße-Bahnhofstraße     |
| Rudolf-Breitscheid-Straße 37 · | 24. Okt. 2014       | Erna Fränkel geb. Marcus (1873–1943) | Hier wohnte ERNA FRÄNKEL geb. Marcus Jg. 1873 deportiert 1943 Theresienstadt ermordet 4.5.1943                                                                      | Stolperstein Gardelegen Rudolf-Breitscheid-Straße 37 Erna Fränkel   | Stolpersteinlage Gardelegen Rudolf-Breitscheid-Straße 37 · Stolpersteine Gardelegen Rudolf-Breitscheid-Straße 37 |
| Rudolf-Breitscheid-Straße 37 · | 18. Nov. 2016       | Eva Lemberg (* 1924) | Hier wohnte EVA LEMBERG verw. Hontoy Jg. 1924 Flucht 1938 Belgien versteckt gelebt                                                                                  | Stolperstein Gardelegen Rudolf-Breitscheid-Straße 37 Eva Lemberg    | Stolpersteinlage Gardelegen Rudolf-Breitscheid-Straße 37 · Stolpersteine Gardelegen Rudolf-Breitscheid-Straße 37 |
| Rudolf-Breitscheid-Straße 37 · | 18. Nov. 2016       | Frieda Lemberg (1868–1942) | Hier wohnte FRIEDA LEMBERG geb. Oschinsky Jg. 1868 vor Deportation Flucht in den Tod 19.7.1942                                                                      | Stolperstein Gardelegen Rudolf-Breitscheid-Straße 37 Frieda Lemberg | Stolpersteinlage Gardelegen Rudolf-Breitscheid-Straße 37 · Stolpersteine Gardelegen Rudolf-Breitscheid-Straße 37 |
| Rudolf-Breitscheid-Straße 37 · | 24. Okt. 2014       | Julie Lemberg geb. Marcus (1898–1944) Julie Lemberg stammte aus Gardelegen. Am 18. Mai 1943 wurde sie von Berlin aus zunächst ins Ghetto Theresienstadt und am 1. Oktober 1944 weiter nach Auschwitz deportiert, wo sie am 1. November 1944 ermordet wurde. | Hier wohnte JULIE LEMBERG geb. Marcus Jg. 1898 deportiert 1943 Theresienstadt ermordet 1.11.1944 Auschwitz                                                          | Stolperstein Gardelegen Rudolf-Breitscheid-Straße 37 Julie Lemberg  | Stolpersteinlage Gardelegen Rudolf-Breitscheid-Straße 37 · Stolpersteine Gardelegen Rudolf-Breitscheid-Straße 37 |
| Rudolf-Breitscheid-Straße 37 · | 24. Okt. 2014       | Werner Lemberg (1892–1944) Werner Lemberg wurde in Berlin geboren und zog später nach Gardelegen. Am 18. Mai 1943 wurde er von Berlin aus zunächst ins Ghetto Theresienstadt und am 28. September 1944 weiter nach Auschwitz deportiert, wo er ermordet wurde. | Hier wohnte WERNER LEMBERG Jg. 1892 deportiert 1943 Theresienstadt 1944 Auschwitz ermordet                                                                          | Stolperstein Gardelegen Rudolf-Breitscheid-Straße 37 Werner Lemberg | Stolpersteinlage Gardelegen Rudolf-Breitscheid-Straße 37 · Stolpersteine Gardelegen Rudolf-Breitscheid-Straße 37 |
| Salzwedeler Torstraße ·        | 28. Juni 2015       | Heinz Baermann (1909–1979) Heinz Baermann war der Sohn von Simon Baermann. | Hier wohnte HEINZ BAERMANN Jg. 1909 Flucht 1939 Rhodesien | Stolpersteine Gardelegen Salzwedeler Torstraße 6 Heinz Baermann     | Stolpersteinlage Gardelegen Salzwedeler Torstraße 6 · Stolpersteine Gardelegen Salzwedeler Torstraße 6           |
| Salzwedeler Torstraße ·        | 28. Juni 2015       | Margarete (Grete) Baermann geb. Behrens (1882–1942) Margarete Behrens stammte aus Gardelegen und heiratete hier Simon Baermann. Sie wurde am 13. Juli 1942 nach Auschwitz deportiert. | Hier wohnte MAGARETE BAERMANN geb. Behrens Jg. 1892 deportiert 1942 ermordet in Auschwitz                                                                           | Stolpersteine Gardelegen Salzwedeler Torstraße 6 Magarete Baermann  | Stolpersteinlage Gardelegen Salzwedeler Torstraße 6 · Stolpersteine Gardelegen Salzwedeler Torstraße 6           |
| Salzwedeler Torstraße ·        | 28. Juni 2015       | Ruth Baermann (1906–1943) Ruth Baermann war die Tochter von Simon Baermann. | Hier wohnte RUTH BAERMANN Jg. 1906 deportiert 1943 ermordet in Auschwitz                                                                                            | Stolpersteine Gardelegen Salzwedeler Torstraße 6 Ruth Baermann      | Stolpersteinlage Gardelegen Salzwedeler Torstraße 6 · Stolpersteine Gardelegen Salzwedeler Torstraße 6           |
| Salzwedeler Torstraße ·        | 28. Juni 2015       | Simon Baermann (1883–1942) Simon Baermann war verwitwet und brachte die drei Kinder mit in die Ehe. Er wurde am 13. Juli 1942 nach Auschwitz deportiert. | Hier wohnte SIMON BAERMANN Jg. 1883 deportiert 1942 ermordet in Auschwitz                                                                                           | Stolpersteine Gardelegen Salzwedeler Torstraße 6 Simon Baermann     | Stolpersteinlage Gardelegen Salzwedeler Torstraße 6 · Stolpersteine Gardelegen Salzwedeler Torstraße 6           |
| Salzwedeler Torstraße ·        | 28. Juni 2015       | Edith Goldner geb. Baermann (1915–1942) Edith Goldner war die Tochter von Simon Baermann. | Hier wohnte EDITH GOLDNER geb. Baermann Jg. 1915 deportiert 1942 Auschwitz ermordet 11.12.1942                                                                      | Stolpersteine Gardelegen Salzwedeler Torstraße 6 Edit Goldner       | Stolpersteinlage Gardelegen Salzwedeler Torstraße 6 · Stolpersteine Gardelegen Salzwedeler Torstraße 6           |
| Sandstraße 34 ·                | 12. Juni 2018       | Gertrud Sonnenfeldt geb. Liebenthal (1896–?) Gertrud Sonnenfeldt stammte aus Hamburg und war Ärztin für Orthopädie und Geburtshilfe. 1922 heiratete sie Walter Sommerfeldt. Sie und ihr Mann flohen 1939 nach Schweden und später in die Vereinigten Staaten. | Hier wohnte DR. GERTRUD SONNENFELDT geb. Liebenthal Jg. 1896 Flucht 1939 Schweden 1939 USA                                                                          | Stolperstein Gardelegen Sandstraße 34 Dr Gertrud Sonnenfeldt        | Stolpersteinlage Gardelegen Sandstraße 34 · Stolpersteine Gardelegen Sandstraße 34                               |
| Sandstraße 34 ·                | 12. Juni 2018       | Helmut Sonnenfeldt (1926–2012) Helmut Sonnenfeldt war der Sohn von Walter und Gertrud Sonnenfeldt. Er und sein Bruder Richard konnten 1938 nach England fliehen. Später übersiedelte er in die Vereinigten Staaten, wo er nach seinem Hochschulabschluss ab 1952 im Außenministerium arbeitete. Zwischen 1969 und 1974 war er Mitglied im United States National Security Council und enger Berater von Henry Kissinger. | Hier wohnte HELMUT SONNENFELDT Jg. 1926 Flucht 1938 England 1944 USA                                                                                                | Stolperstein Gardelegen Sandstraße 34 Helmut Sonnenfeldt            | Stolpersteinlage Gardelegen Sandstraße 34 · Stolpersteine Gardelegen Sandstraße 34                               |
| Sandstraße 34 ·                | 12. Juni 2018       | Richard Wolfgang Sonnenfeldt (1923–2009) Richard Sonnenfeldt war der Sohn von Walter und Gertrud Sonnenfeldt. Er und sein Bruder Helmut konnten 1938 nach England fliehen. 1941 emigrierte er in die Vereinigten Staaten, meldete sich dort freiwillig zur US Army und war im April 1945 an der Befreiung des Konzentrationslagers Dachau beteiligt. Danach arbeitete er als Dolmetscher beim Nürnberger Prozess gegen die Hauptkriegsverbrecher. Nach seiner Rückkehr in die Vereinigten Staaten war er als Elektroingenieur an der Entwicklung des Farbfernsehens und an der Vorbereitung der ersten Mondlandung beteiligt. | Hier wohnte RICHARD SONNENFELDT Jg. 1923 Flucht 1938 England 1940 inhaftiert England interniert Australien 1941 USA                                                 | Stolperstein Gardelegen Sandstraße 34 Richard Sonnenfeldt           | Stolpersteinlage Gardelegen Sandstraße 34 · Stolpersteine Gardelegen Sandstraße 34                               |
| Sandstraße 34 ·                | 12. Juni 2018       | Walter Sonnenfeldt (1893–?) Walter Sonnenfeldt stammte aus Berlin und war Mediziner. Nach Ausbruch des Ersten Weltkriegs meldete er sich freiwillig als Militärarzt und wurde mit dem Eisernen Kreuz ausgezeichnet. 1920 eröffnete er in Gardelegen eine Praxis. 1938 wurde er im KZ Buchenwald interniert. 1939 floh er mit seiner Frau nach Schweden und später in die Vereinigten Staaten. | Hier wohnte DR. WALTER SONNENFELDT Jg. 1893 ‘Schutzhaft’ 1938 Buchenwald Flucht 1939 Schweden 1939 USA                                                              | Stolperstein Gardelegen Sandstraße 34 Richard Sonnenfeldt           | Stolpersteinlage Gardelegen Sandstraße 34 · Stolpersteine Gardelegen Sandstraße 34                               |
| Sandstraße/Marktstraße ·       | 28. Juni 2015       | Charlotte Behrens (1925–2015) Charlotte Behrens war die Tochter von Hermann und Luise Behrens. Sie wurde nach Auschwitz und später nach Ravensbrück deportiert, wo sie am 29. April 1945 befreit wurde. Sie ist im März 2015 in Australien verstorben. | Hier wohnte CHARLOTTE BEHRENS verh. Dessen Jg. 1925 deportiert 1943 Auschwitz 1945 Ravensbrück befreit / überlebt                                                   | Stolperstein Gardelegen Sandstraße-Marktstraße Charlotte Behrens    | Stolpersteinlage Gardelegen Sandstraße-Marktstraße · Stolpersteine Gardelegen Sandstraße-Marktstraße             |
| Sandstraße/Marktstraße ·       | 28. Juni 2015       | Frieda (Frida) Behrens (1895–1942) Frieda Behrens war die Schwester von Hermann Behrens. Sie wurde in Gardelegen geboren und zog später nach Berlin-Charlottenburg und dann nach Breslau. Von dort wurde sie zunächst ins Judenlager Tormersdorf und später in den Distrikt Lublin deportiert. | Hier wohnte FRIDA BEHRENS geb. Behrens Jg. 1895 deportiert 1942 ermordet im besetzten Polen                                                                         | Stolperstein Gardelegen Sandstraße-Marktstraße Frida Behrens        | Stolpersteinlage Gardelegen Sandstraße-Marktstraße · Stolpersteine Gardelegen Sandstraße-Marktstraße             |
| Sandstraße/Marktstraße ·       | 28. Juni 2015       | Hermann Behrens (1899–1943) Hermann Behrens wurde in Gardelegen geboren. Mit seiner Frau Luise hatte er zwei Kinder. Am 2. April 1942 wurde das Ehepaar ins Warschauer Ghetto deportiert. Später kamen beide ins Zwangsarbeitslager Trawniki, wo sie im Zuge der Aktion Erntefest am 2. November 1943 erschossen wurden. | Hier wohnte HERMANN BEHRENS Jg. 1889 deportiert 1942 Warschau ermordet 2.11.1943 Trawniki                                                                           | Stolperstein Gardelegen Sandstraße-Marktstraße Hermann Behrens      | Stolpersteinlage Gardelegen Sandstraße-Marktstraße · Stolpersteine Gardelegen Sandstraße-Marktstraße             |
| Sandstraße/Marktstraße ·       | 28. Juni 2015       | Joachim Behrens (* 1921) Joachim Behrens ist der Sohn von Hermann und Luise Behrens. Mit seinen Cousins Fritz und Heinz Behrens wanderte er 1939 nach Rhodesien aus. Er lebt jetzt in London. | Hier wohnte JOACHIM BEHRENS Jg. 1921 Flucht 1939 Rhodesien | Stolperstein Gardelegen Sandstraße-Marktstraße Joachim Behrens      | Stolpersteinlage Gardelegen Sandstraße-Marktstraße · Stolpersteine Gardelegen Sandstraße-Marktstraße             |
| Sandstraße/Marktstraße ·       | 28. Juni 2015       | Luise Behrens geb. Behrend (1893–1943) Luise Behrend stammte aus Hameln und heiratete in Gardelegen Hermann Behrens. Am 2. April 1942 wurde das Ehepaar ins Warschauer Ghetto deportiert. Später kamen beide ins Zwangsarbeitslager Trawniki, wo sie im Zuge der Aktion Erntefest am 2. November 1943 erschossen wurden. | Hier wohnte LUISE BEHRENS geb. Behrend Jg. 1893 deportiert 1942 Warschau ermordet 2.11.1943 Trawniki                                                                | Stolperstein Gardelegen Sandstraße-Marktstraße Luise Behrens        | Stolpersteinlage Gardelegen Sandstraße-Marktstraße · Stolpersteine Gardelegen Sandstraße-Marktstraße             |
| Sandstraße/Marktstraße ·       | 28. Juni 2015       | Ulrike (Ulla) Kronheim geb. Behrens (1885–1942) Ulrike Kronheim war die Schwester von Hermann Behrens. Sie wurde in Gardelegen geboren und zog später nach Berlin-Charlottenburg. Von dort wurde sie am 1. November 1941 ins Ghetto Litzmannstadt und am 6. Mai 1942 ins Vernichtungslager Kulmhof deportiert, wo sie am gleichen Tag ermordet wurde. | Hier wohnte ULRIKE KRONHEIM geb. Behrens Jg. 1885 deportiert 1941 Łodz / Litzmannstadt 1942 CHELMNO / KULMHOF ermordet 6.5.1942                                     | Stolperstein Gardelegen Sandstraße-Marktstraße Ulrike Kronheim      | Stolpersteinlage Gardelegen Sandstraße-Marktstraße · Stolpersteine Gardelegen Sandstraße-Marktstraße             |
| Sandstraße/Rendelbahn ·        | 28. Juni 2015       | Adolf Behrens (1884–1941) Adolf Behrens stammte aus Gardelegen und zog mit seiner Frau Selma später nach Breslau. Am 25. November 1941 wurden beide von dort ins Fort IX bei Kaunas deportiert, wo sie am 29. November ermordet wurden. | Hier wohnte ADOLF BEHRENS Jg. 1884 deportiert 1941 Kowno Fort IX ermordet 29.11.1941                                                                                | Stolperstein Gardelegen Sandstraße-Rendelbahn Adolf Behrens         | Stolpersteinlage Gardelegen Sandstraße 34 · Stolpersteine Gardelegen Sandstraße 34                               |
| Sandstraße/Rendelbahn ·        | 28. Juni 2015       | Fritz Behrens (1919–?) Fritz Behrens war ein Sohn von Adolf und Selma Behrens. Mit seinem Bruder Heinz und seinem Cousin Joachim Behrens wanderte er 1939 nach Rhodesien aus. | Hier wohnte FRITZ BEHRENS Jg. 1919 FLUCHT 1939 Rhodesien | Stolperstein Gardelegen Sandstraße-Rendelbahn Fritz Behrens         | Stolpersteinlage Gardelegen Sandstraße 34 · Stolpersteine Gardelegen Sandstraße 34                               |
| Sandstraße/Rendelbahn ·        | 28. Juni 2015       | Heinz Behrens (1913–?) Heinz Behrens war ein Sohn von Adolf und Selma Behrens. Mit seinem Bruder Fritz und seinem Cousin Joachim Behrens wanderte er 1939 nach Rhodesien aus. | Hier wohnte HEINZ BEHRENS Jg. 1913 „Schutzhaft“ 1938 Buchenwald Flucht 1939 Rhodesien                                                                               | Stolperstein Gardelegen Sandstraße-Rendelbahn Heinz Behrens         | Stolpersteinlage Gardelegen Sandstraße 34 · Stolpersteine Gardelegen Sandstraße 34                               |
| Sandstraße/Rendelbahn ·        | 28. Juni 2015       | Hilde Behrens (* 1921) Hilde Behrens war die Tochter von Adolf und Selma Behrens. | Hier wohnte HILDE BEHRENS verh. Hahn Jg. 1921 Flucht 1938 London | Stolperstein Gardelegen Sandstraße-Rendelbahn Hilde Behrens         | Stolpersteinlage Gardelegen Sandstraße 34 · Stolpersteine Gardelegen Sandstraße 34                               |
| Sandstraße/Rendelbahn ·        | 28. Juni 2015       | Selma Behrens geb. Rosenbaum (1891–1941) Selma Rosenbaum stammte aus Hannover und heiratete in Gardelegen Adolf Behrens. Das Ehepaar zog später nach Breslau. Am 25. November 1941 wurden beide von dort ins Fort IX bei Kaunas deportiert, wo sie am 29. November ermordet wurden. | Hier wohnte SELMA BEHRENS Geb. Rosenbaum Jg. 1891 deportiert 1941 Kowno Fort IX ermordet 29.11.1941                                                                 | Stolperstein Gardelegen Sandstraße-Rendelbahn Selma Behrens         | Stolpersteinlage Gardelegen Sandstraße 34 · Stolpersteine Gardelegen Sandstraße 34                               |

## Öffentliche Reaktionen
Für ihr ehrenamtliches Engagement zur Verlegung der Stolpersteine erhielten die Mitglieder der lokalen AG Stolpersteine, Schülerinnen und Schüler des Geschwister-Scholl-Gymnasiums Gardelegen, im Juni 2018 den Bürgerpreis des Altmarkkreises Salzwedel.
Kurz nach der Preisverleihung wurden neun Stolpersteine in der Innenstadt, darunter die erst wenige Tage zuvor frisch verlegten acht Steine, gewaltsam aus dem Boden herausgebrochen. Die Polizei konnte die mit Hilfe einer Brechstange entfernten Steine unmittelbar nach der Tat sicherstellen und einen Tatverdächtigen ermitteln. Gegen ihn wurde eine Strafanzeige wegen mutmaßlicher Schändung der Gedenkzeichen gestellt. Seitdem ermittelt der Staatsschutz, ob die Tat politisch motiviert war. Die Stadtverwaltung Gardelegen geht von keinem politischen Hintergrund aus und erklärte sich bereit, die Kosten für eine neue Verlegung der entwendeten Stolpersteine zu übernehmen.
Auf Veranlassung der Stadtverwaltung wurden die neun Stolpersteine am 17. Juli 2018 erneut ins Straßenpflaster eingesetzt.